# طلائعيات سناخية
طلائعيات سناخية أو ذوات التجاويف (بالإنجليزية: Alveolata)‏ هي مجموعة رئيسية من الطلائعيات.

## معرض صور

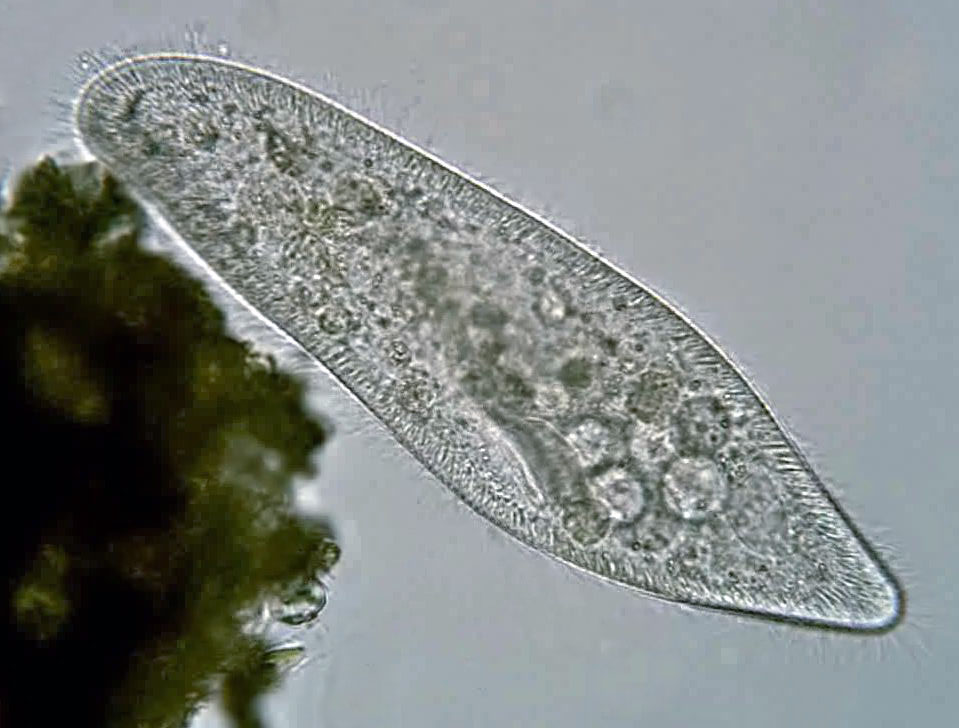
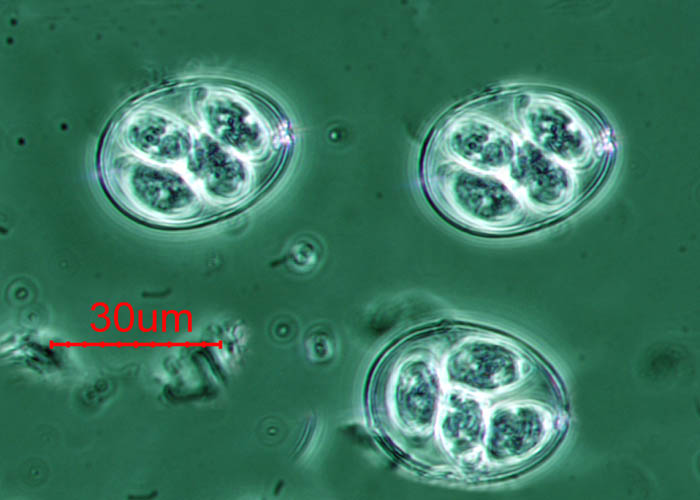
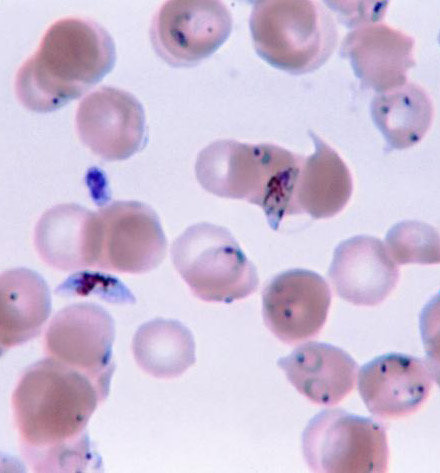
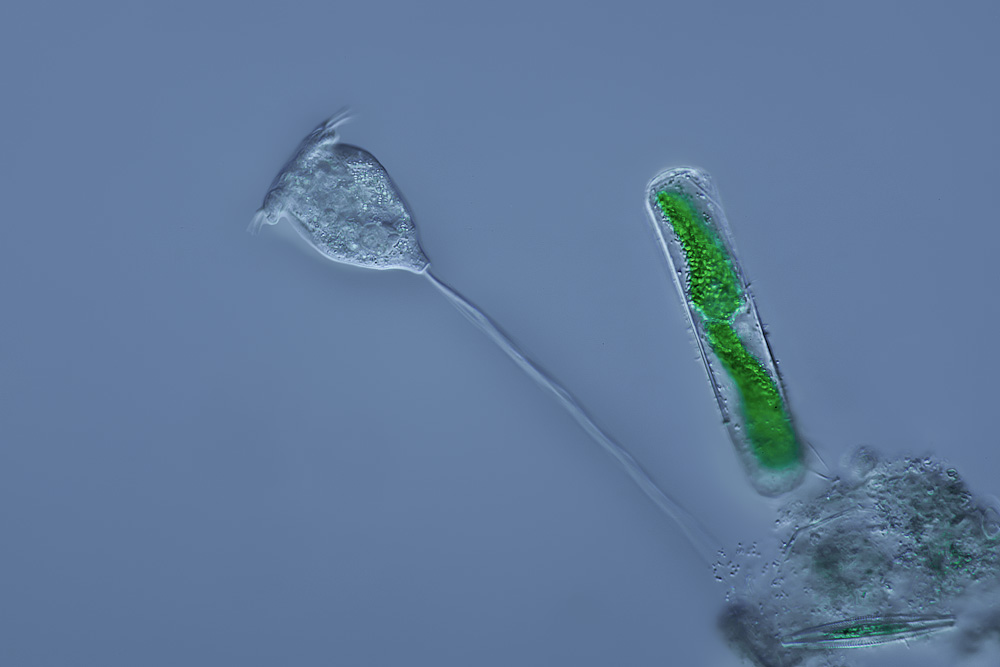
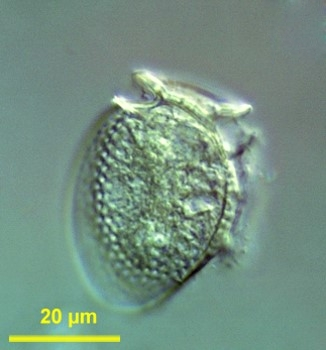

## التصنيف
- معقدات القمة
  - المخروطانيات
    - الأكريات
- الناقصات
  - الماصات
    - البوائغ
      - أكريات الشكل
        - الدمويات
          - البوغيات الدموية وأشباهها

    - الدوارات الحيوانية
      - السوطيات الدوارة
        - الطحالب الدوارة
          - الطحالب الدوارة العارية
            - المتقوصريات